# Samuel Prescott
Samuel Prescott (19 agosto 1751 – 1777) è stato un patriota statunitense.

## Biografia
Fu un'importante figura nella Guerra d'indipendenza americana. Aiutò i patrioti nella battaglia di Lexington e Concord e in quest'ultima la sua presenza fu quasi fondamentale, poiché era un collegamento importante fra la difesa di Concord e John Hancock. Dopo la rivoluzione prestò servizio come chirurgo nell'esercito continentale e morì in prigione fra il 23 novembre 1776 e il 26 dicembre 1777.
| Controllo di autorità | VIAF (EN) 202983259 · LCCN (EN) n2011079210 |